# Аппропедия
Аппропедия (англ. Appropedia) — викисайт для совместных решений в области устойчивого развития, сокращения бедности и международного развития, с особым акцентом на прикладные технологии. Аппропедию использует ряд некоммерческих организациями и частных лиц в области устойчивого развития, в том числе Demotech и Full Belly Project.
Аппропедию основали Лонни Графман (Lonny Grafman), Крис Уоткинс (Chris Watkins), Курт Бекманн (Curt Beckmann), Кэтрин Лэйн (Catherine Laine), Эндрю Лэмб (Andrew Lamb).
Аппропедия работает на программном движке MediaWiki. По состоянию на декабрь 2016 года содержит более чем 7000 статей. Редактирование и поиск делаются на английском языке, есть несколько десятков статей на других языках.

## История
После нескольких лет работы над другими онлайн- и офлайн- проектами совместного устойчивого развития Лонни Графман запустил Аппропедию в апреле 2006 года, с особым акцентом на прикладные технологии. В решении использовать MediaWiki в качестве движка для Аппропедии ему помогли Аарон Антрим и Габриэль Краузе. Курт Бекман затем присоединился к Аппропедия позднее в 2006 году.
Контакт с WikiGreen в декабре 2006 года привел к быстрому решению объединить свои силы. Было решено использовать название Аппропедия. Это слияние привело к быстрому росту контента, в том числе благодаря разрешениям от различных авторов, часть контента была взята из CD3WD (CDs for the 3rd World — CD для стран третьего мира).
С тех пор Аппропедия включила контент с различных сайтов:
- International Rivers Network дала разрешение на несколько страниц ценного контента.
- Practical Action разрешил взять более 100 статей.
- Demotech, организация в Нидерландах, создала много страниц.
- Была объединена с вики организации Village Earth в марте 2007 года.[6] Это была оригинальная вики по прикладным технологиям.
- The How To Live Wiki (Wiki Как Выживать), запущенная Vinay Gupta (Винэй Гупта), — многие материалы были включены в Аппропедию в марте 2007 года, и Винэй вступил в команду Аппропедии.
- The Sgoals wiki, сфокусированная на устойчивой деловой практике, вступила в середине 2007 года.
- The Students for Global Sustainability Wiki (вики студентов за глобальное устойчивое развитие) влилась в январе 2008 года.
- CCAT (The Campus Center for Appropriate Technology — кампус-центр прикладных технологий) взят в партнёры Аппропедией для продвижения страниц своих проектов в апреле 2008 года.

В 2012 году было добавлено расширение Semantic MediaWiki.

## Используется как источник
Газеты и книги, использующие информацию из Аппропедии в качестве источника:
1. Kreye, Melissa M. «Metal accumulation in gill epithelium and liver tissue in steelhead (Oncorhynchus mykiss) reared in reclaimed wastewater», Thesis (M.S.) — Humboldt State University, Natural Resources: Wastewater Utilization Program, 2008.
2. Urmila Balasubramaniyam, Llionel S. Zisengwe, Niccoló Meriggi, Eric Buysman, Biogas production in climates with long cold winters, Wageningen, May 2008.
3. James A. West and Margaret L. West, «Using Wikis for Online Collaboration: The Power of the Read-Write Web», Jossey-Bass (December 15, 2008).

## Используется как инструмент образования
Аппропедия также используется сторонниками прикладных технологии с общедоступной базой наработок для обучения служению, включая обучение иностранным языкам и получение инженерного образования.